# Ёсида Канэтомо

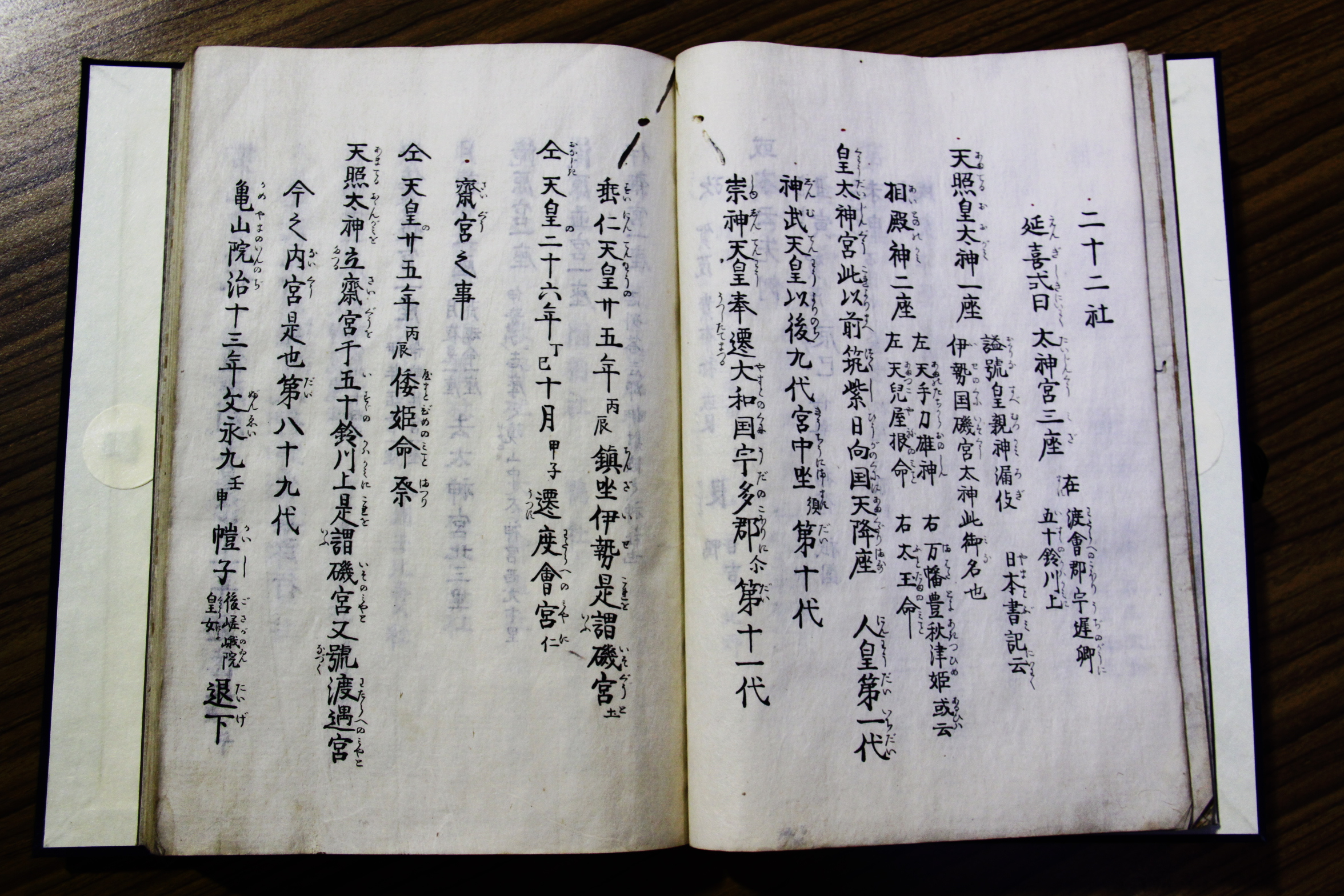
Копия Нидзюнися Тюсики, написанного Ёсидой Канэтомо

Ёсида Канэтомо (яп. 吉田兼倶, 1435—1511) — японский священник, живший в период Адзути-Момояма. Ключевая фигура в развитии описания и интерпретации ритуалов синто и его мифологии.

## Карьера
Канэтомо сделал карьеру в императорском офисе, входящем в Дзингикан, как один из бюрократов, введенных в VIII веке в рамках системы рицурё. В конечном счете он стал императорским камергером (яп. 侍従 дзидзю:). Также он занимал позиции дзинги таифу (яп. 神祇大輔 дзинги таифу) и дандзёдай хицу (яп. 弾正台弼 дандзё:дай хицу).

## Ёсида синто
Во время войны годов Онин храм Ёсида, в котором Ёсида был главным священником, был разрушен. Когда же правительство решило его восстановить, было решено передать храм другому роду священников. В этот момент Ёсида выступил со своим новым учением. Главным божеством этого учения выступал ками Тайгэнсонсин, появившийся ранее Аматэрасу и таким образом оказывающийся главнее её. Кроме того, и ками, и будды объявлялись воплощениями Тайгэнсонсина. Это означало, что, почитая Тайгэнсонсина, человек почитает всех остальных ками. Данное толкование природы ками переворачивало бытовавшее ранее мнение о том, что ками — воплощения будд — с ног на голову. Благодаря этому, впервые синто стало восприниматься как самостоятельное учение, существовавшее до прихода заморских идей. Это эпохальное событие определило интеллектуальные дискуссии на много лет вперед.
В укреплении своего учения Ёсида не стеснялся никаких подлогов. Он сочинял древние тексты, сумев при этом даже переписать один из «секретных» текстов рода священников внешнего храма, Ватараи, также являвшийся фальсификацией. Он переписывал и свою родословную, утверждая, что его род восходит к древнейшему роду священнослужителей Накатоми. Поэтому, с точки зрения Ёсиды, его род должен стоять во главе всей священной иерархии. В итоге он сумел добиться формального главенства своего клана и с конца XVI века первосвященники Ёсида стали выдавать разрешения на занятие должностей синтоистких священнослужителей. В 1665 году по декрету сёгуна первосвященники Ёсида уже выдавали разрешения на занятие любых должностей служителей ками. Исключением были лишь наиболее известные и почитаемые рода.